# تيسا فان شاغن
تيسا يوهانا فان شاغن (بالهولندية: Tessa Johanna van Schagen) هي عداءة مسافات قصيرة هولندية ولدت في يوم 2 فبراير 1994 في مدينة لايدن. أبرز إنجازاتها هو فوزها بالميدالية الذهبية في بطولة أوروبا لألعاب القوى 2016 في أمستردام في سباق 4*100 متر تتابع.